# Зубчатоклювый голубь
Зу́бчатоклювый го́лубь (лат. Didunculus strigirostris) — вид птиц из семейства голубиных, единственный в подсемействе Didunculinae и роде зубчатоклювых голубей (Didunculus).
Национальная птица Независимого Государства Самоа.

## Описание
Длина тела около 34 см. Тёмный голубь с красноватыми лапами и красным неоперённым окоглазным кольцом. Нижняя часть тела, голова и шея окрашены в чёрный цвет с незначительным сине-зелёным отливом, а хвост, кроющие крыльев и третьестепенные маховые — в каштановый, в то время как остальные маховые перья — чёрные. Большой, высокий и сжатый с боков, изогнутый в виде крюка оранжевый клюв имеет в подклювье 3 зубовидных выступа — отсюда и название вида. Хвост короткий.

## Ареал
Обитает на островах Уполу, Алеипата и Савайи (Самоа).

## Образ жизни
Распространён в лесах. Зубчатоклювый голубь питается преимущественно плодами рода Dysoxylum (Meliaceae). Однако семена размером с горошину извлекаются путем разрезания вязких плодов путем зацепления кончика надклювья за плод, в то время как подклювье своими выступами выполняет пилящее движение.

## Замечания по охране
Почти истреблён человеком, интродуцированными животными (одичавшими кошками, крысами) и находится под охраной. Общая численность — не более 250 особей (по состоянию на 2018 год) и продолжает уменьшаться из-за сокращения естественной среды обитания в результате человеческой деятельности.